# Symmetroctena exprimataria
Symmetroctena exprimataria är en fjärilsart som beskrevs av Walker 1862. Symmetroctena exprimataria ingår i släktet Symmetroctena och familjen mätare. Inga underarter finns listade i Catalogue of Life.